# Garganvillar
Garganvillar is een gemeente in het Franse departement Tarn-et-Garonne (regio Occitanie) en telt 601 inwoners (2008). De plaats maakt deel uit van het arrondissement Castelsarrasin.

## Geografie
De oppervlakte van Garganvillar bedraagt 22,0 km², de bevolkingsdichtheid is 26,9 inwoners per km².

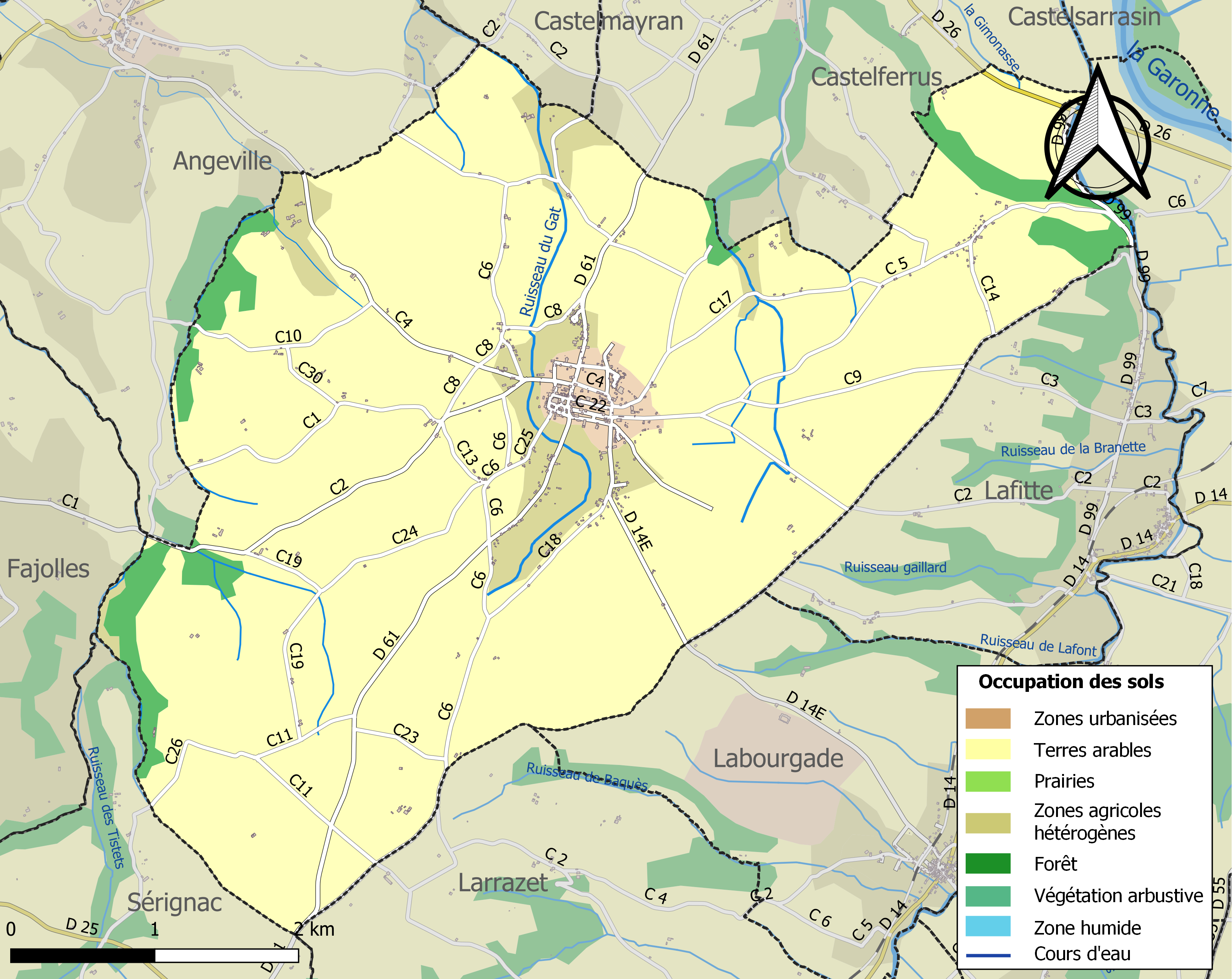
Kaart van de gemeente met de belangrijkste infrastructuur, bodemgebruik en omliggende gemeenten

## Demografie
Onderstaande figuur toont het verloop van het inwonertal (bron: INSEE-tellingen).